# ألغوت أونتولا
ألغوت أونتولا (Algot Untola؛ توهمايارفي، 28 نوفمبر 1868 - هلسنكي، 21 مايو 1918) كاتب وصحافي فنلندي.
وُلـِد أونتولا لأسرة تييتافاينن، لكنه غير الاسم إلى ألغوت أونتولا. وكان لأونتولا أسماء كتابية مستعارة. امتهن أونتولا التعليم. تخرج في عام 1891 من سورتافالا. كتب أونتولا الأكثر شهرة «الكمير» (Harhama؛ 1909)، و (Tulitikkuja lainaamassa؛ 1910). رفض أونتولا استلام جائزة الدولة للآداب التي نالها على هذين الكتابين.
ساند أونتولا الحزب الفنلندي أولا إلا أنه لم يتفق مع وجهات نظرهم فانتقل إلى الحزب الاشتراكي الديمقراطي الفنلندي. خلال الحرب الأهلية الفنلندية في عام 1918 أيد بنشاط جانب التمرد («الحـُمر») كرئيس تحرير صحيفة. اعتقلته قوات الحكومة («البيضاء») بعد معركة هلسنكي وقـُتل بالرصاص يوم 21 مايو 1918 بينما كان يحاول الهرب أثناء نقل لسجناء المتمردين إلى معتقل سانتاهامينا.